# Froge.mp3
Froge.mp3 es el mixtape debut de Piri & Tommy. Se ubicó en el puesto 13 en la lista de álbumes de baile del Reino Unido.
Lanzado el 21 de octubre de 2022 y en vinilo el 22 de abril de 2023 (Record Store Day) en Polydor Records, el álbum contiene los sencillos anteriores «Soft Spot», «Beachin», «Words» y «On & On» y ocho pistas más sobre la pareja, y fue lanzado con una recepción crítica positiva. El álbum fue promocionado por una gira de nueve fechas, Froge.tour, y una serie de YouTube Shorts de doce episodios, Froge.tv. La recepción de la crítica fue muy positiva: Gigwise describió el álbum como el 45.º mejor álbum de 2022 y NME lo calificó entre los veinte mejores mixtapes y EP de 2022.

## Trasfondo
Piri conoció a Tommy Villiers, miembro de Porij y See Thru Hands, en 2020, después de coincidir en Tinder, encontrar a su banda en Twitter, encontrar su cuenta de Instagram, y preguntarle si podía «disparar [su] cartucho», en ese orden. En ese momento, Piri estaba en una fase de dibujar ranas y sapos, y comenzaron a llamarse froge (de frog, 'rana') como apodo. Después de darse cuenta de que Piri podía cantar y Villiers podía producir, comenzaron a escribir canciones juntos; La primera canción que escribieron juntos fue «Sunlight».

## Sencillos
El 14 de mayo de 2020, Tommy Villiers lanzó «Caviar Hardcore», que aparece como una pista extra exclusiva de SoundCloud. El 4 de junio de 2021, Piri lanzó «Soft Spot», un sencillo en solitario producido por Villiers, en DistroKid. Se volvió viral en TikTok y Spotify, lo que llevó a EMI a contratar a la pareja y relanzar «Soft Spot» bajo el nombre «Piri & Tommy Villiers» el 12 de septiembre de 2021; como Piri & Tommy, EMI también lanzó «Beachin» el 28 de enero de 2022 y «Words» el 22 de abril de 2022. Polydor Records luego los firmó y lanzó «On & On» el 28 de julio de 2022.

## Lanzamiento y promoción
| Cada canción (tanto en letra como en vibra) captura un punto diferente en el tiempo de nuestro viaje y las diferentes experiencias y emociones por las que estábamos pasando. Realmente queríamos evitar guiarnos o limitarnos demasiado durante el proceso creativo: hicimos lo que quisimos, solo por diversión, y definitivamente puedo sentir esa energía de nosotros disfrutando de ser creativos y sin presión al escucharnos. Es genial tener una colección de temas para documentar partes de nuestras vidas de esa manera, como una pequeña cápsula del tiempo. —Piri |

Piri & Tommy anunciaron el lanzamiento del álbum en septiembre de 2022, y Piri lo describió como «básicamente un diario del primer año que Tommy y yo llevamos haciendo música, y prácticamente el primer año en que nos conocemos». El proyecto pretendía ser un mixtape, más que un álbum; en una entrevista con Student Music Network UK, Piri declaró que cuando «estaban haciendo estas canciones, [ellos] realmente no estaban pensando en un álbum», y «simplemente estaban haciendo canciones similares o haciendo lo mejor para cada canción y hacer lo que nos apeteciera».
Froge.mp3 se lanzó el 21 de octubre de 2022, con un lanzamiento en vinilo el 22 de abril de 2023 (Record Store Day). Promocionaron el mixtape con una gira de nueve fechas, Froge.tour, en noviembre de 2022. Además, la pareja subió una serie de cortos en YouTube Shorts de doce episodios, froge.tv, en la que Piri y Villiers explicaron sobre qué se escribieron las canciones del álbum.

## Recepción
Froge.mp3 se ubicó en el puesto 13 en la lista de álbumes de baile del Reino Unido. Las críticas del álbum fueron en general positivas; The Times lo llamó «eléctrico», mientras que Dork le dio cinco estrellas y lo calificó como una «prueba completa y hermética de su potencial». AllMusic lo comparó con To Hell with It de PinkPantheress, pero con «un sonido más amigable con Ibiza», y señaló que «cualquiera de estas pistas sonaría perfecta en una fiesta rave en la playa, pero las letras y los ganchos se quedan contigo, y resisten repetidas escuchas en casa. [ … ] Fresco, vibrante y más profundo de lo que podría parecer en la superficie, froge.mp3 es una joya». The New Yorker lo calificó de «encantador», NME lo calificó entre los veinte mejores mixtapes y EP de 2022, y Gigwise describió el álbum como el 45.º mejor álbum de 2022. Al revisar un concierto de Froge.tour, The Guardian destacó «Silver Lining» para elogiarlo y elogió su letra How did we get this far? («¿Cómo llegamos tan lejos?») y running out of time, I can still see a silver lining  [sic] («quedándome sin tiempo, todavía puedo ver un lado positivo»). Sin embargo, una crítica un poco más tibia provino de The Soundboard Stereo, quien describió el álbum como «generalmente agradable como música de fondo».

## Listado de pistas
| Lista de canciones de Froge.mp3 |                     |          |  |
| N.º                             | Título              | Duración |  |
| 1.                              | «Silver Lining»     | 2:34     |  |
| 2.                              | «On & On»           | 2:15     |  |
| 3.                              | «Soft Spot»         | 3:43     |  |
| 4.                              | «Settle»            | 2:42     |  |
| 5.                              | «Words»             | 3:10     |  |
| 6.                              | «Slowly But Surely» | 3:06     |  |
| 7.                              | «Say It»            | 2:58     |  |
| 8.                              | «Can We»            | 2:36     |  |
| 9.                              | «Easy»              | 3:08     |  |
| 10.                             | «Player 2»          | 3:00     |  |
| 11.                             | «Beachin»           | 3:15     |  |
| 12.                             | «Sunlight»          | 3:14     |  |
| 35:46                           |                     |          |  |

| SoundCloud edition additional track |                   |          |  |
| N.º                                 | Título            | Duración |  |
| 13.                                 | «Caviar Hardcore» | 4:10     |  |
| 39:56                               |                   |          |  |

## Personal
Créditos adaptados de las notas del álbum.
- Piri - voz principal
- Tommy Villiers – voz (4, 9), mezcla (todos excepto 11), masterización (3, 11)
- Jonny Breakwell – mezcla (11)
- Stuart Hawkes – masterización (todos excepto 3 y 11)

## Listas
| Listas (2022)                 | Posición más alta |
| ----------------------------- | ----------------- |
| Reino Unido (UK Dance Albums) | 13                |